# 郑抡元
鄭掄元（？—？），字善長，安徽歙縣人，清代詞人。
生卒年不详。為諸生。工於詞，師從張惠言，受《乐府补题》影响颇深，以咏物词为多，代表作是《疏影·残荷》:“芳塘曲处，看翠云憔悴，收尽残暑。记得罗衣，水上频湔，娇鬓一时相妒。”鄭掄元是常州詞派之殿軍，曾補張氏《詞選》之附錄一卷，又將自己词作示附录《词选》末。有《字橋詞》。